# Max Rockatansky
Max Rockatansky (conhecido pela alcunha Mad Max, e por vezes referido como The Road Warrior, Raggedy Man e The Man with No Name), é o personagem principal da franquia Mad Max. Max foi criado pelos cineastas George Miller e Byron Kennedy e foi interpretado pelo ator Mel Gibson nos três primeiros filmes, Mad Max, Mad Max 2: The Road Warrior e Mad Max Beyond Thunderdome, e por Tom Hardy no quarto, Mad Max: Fury Road.

## Biografia

#### Mad Max (trilogia original)
Max começa a série como um policial rodoviário em uma Austrália pós-apocalíptica, infestada de gangues de motociclistas. Pouco após ver seu parceiro Goose ser incendiado por uma gangue, Max sai de férias com sua esposa e filho, que acabam mortos pela mesma gangue. Desolado e sedento de vingança, Max mata os motoqueiros antes de virar um justiceiro nômade.
Cinco anos depois, Max ajuda um grupo de colonistas a levar um caminhão tanque carregado de gasolina em meio a ataques de outra gangue. Após mais quinze anos, Max encontra uma cidade isolada liderada pela cruel Aunty Entity, que ele acaba por derrubar com a ajuda de um grupo de crianças selvagens que vivem no deserto.

#### Mad Max: Fury road
Em um período indeterminado, Max é capturado pelo exército do cruel Immortan Joe, e após se libertar decide ajudar um grupo de fugitivos de Joe liderado pela dissidente Imperatriz Furiosa.

## Filmes
- Mad Max (1979)
- Mad Max 2 (1981)
- Mad Max Beyond Thunderdome (1985)
- Mad Max: Fury Road (2015)
- Furiosa: A Mad Max Saga (2024)

## Ligação externa
- Max Rockatansky (em inglês) no IMDb